# جيمس رايان
جيمس رايان (بالإنجليزية: James Ryan)‏ هو ممثل جنوب أفريقي، ولد في 1952 في جنوب أفريقيا.

## وصلات خارجية
- جيمس رايان على موقع IMDb (الإنجليزية)
- جيمس رايان على موقع قاعدة بيانات الفيلم (الإنجليزية)